# Kosopoljanski
Kosopoljanski (russisch Козополянский) ist ein Dorf (chutor) in Südrussland. Es gehört zur Republik Adygeja und hat 76 Einwohner (Stand 2019). Im Ort gibt es 2 Straßen.

## Geographie
Das Dorf liegt im Südosten des Giaginski rajon am linken Ufer des Flusses Fars, 6 km südlich des Dorfes Sergijewskoje, 40 km südöstlich des Dorfes Giaginskaja und 28 km nordöstlich der Stadt Maikop. Jekaterinowski, Tambowski, Karzew und Dneprowski sind die nächsten Siedlungen.